# Amine Benchaib
Amine Benchaib (Gent, 18 juni 1998) is een Belgisch-Marokkaanse voetballer die bij voorkeur als aanvallende middenvelder of linksbuiten speelt. Hij komt sinds december 2024 uit voor FK Kauno Žalgiris.

## Clubcarrière
Benchaib brak door bij de jeugd van KSC Lokeren. Hij maakte zijn debuut op 24 september 2017 in de 2-1 verloren uitwedstrijd tegen Standard Luik, toen mocht hij invallen in de 38ste minuut voor Steve De Ridder. 7 minuten later wist hij de 0-1 te scoren, wat ook zijn eerste doelpunt in het profvoetbal werd. Na deze wedstrijd speelde hij nog 19 wedstrijden. Niet slecht voor een 19-jarige. In 2018/19, het seizoen waarin Lokeren degradeerde naar de Proximus League, speelde Benchaib maar 10 matchen. In de zomer van 2019 verloor Lokeren veel val hun sterspelers, Benchaib bleef echter. Ook na het vertrek van veel sterkhouders geraakte Benchaib met moeite in de selectie bij een Lokeren dat moeilijkheden had in 1B. Onder Stijn Vreven kreeg Benchaib terug wat speeltijd, maar werd hij nog altijd geen basisspeler.
In 2020 ging hij transfervrij naar Sporting Charleroi nadat Lokeren failliet verklaard was. Benchaib wist zich hier echter niet tot onbetwiste basispion door te zetten. In zijn eerste seizoen kwam hij aan 10 invalbeurten en 7 basisplaatsen waarin hij 1 doelpunt wist te scoren.
Na anderhalf seizoen bij Charleroi stapte hij begin 2022 over naar reeksgenoot KV Kortrijk, Benchaib tekende er een contract tot 2025. Op 5 februari 2022 mocht hij debuteren in de thuiswedstrijd tegen Sint-Truidense VV.